# 帖哥台
帖哥台，元朝官员，康里人，明安的长子。
帖哥台开始被任命为昭勇大将军、贵赤亲军都指挥使司达鲁花赤。后改充萬戶，以其叔父脫迭出代为达鲁花赤。後以萬戶改任中衛親軍都指揮使，進升为銀青榮祿大夫、平章政事。

## 家族
- 父：貴赤明安，貴赤親軍都指揮使司
  - 帖哥台
    - 子：普顏忽里，懷遠大將軍、貴赤親軍都指揮使司達魯花赤
    - 子：善住，中衛親軍都指揮使

  - 弟：孛蘭奚
    - 侄：桑兀孫，中衛親軍都指揮使
    - 侄：乞答海，中衛親軍都指揮使